# Senecio hintonii
Senecio hintonii là một loài thực vật có hoa trong họ Cúc. Loài này được (H.Rob. & Brettell) J.Pruski & T.M.Barkley miêu tả khoa học đầu tiên năm 1989.